# Quadratite
La quadratite è un minerale.

## Etimologia
Il nome deriva dalla predominante forma quadrata dei cristalli.